# Typhula megasperma
Typhula megasperma är en svampart som beskrevs av Berthier 1976. Typhula megasperma ingår i släktet Typhula och familjen trådklubbor.   Inga underarter finns listade i Catalogue of Life.